# 情報環境
情報環境（じょうほうかんきょう）とは、情報を取り巻く環境のことである。環境情報（かんきょうじょうほう）ということもあるが若干意味合いが異なる場合が多い。
情報に対してアクセス（収集・発信）する環境と情報を加工する環境があるとされている。情報環境の要素としては、一般的にネットワークやコンピュータといったものが連想されやすいが、図書館や書店、テレビやラジオといったものも情報に関わっているので、これらも要素といえる。